# Шивей
Шивей (спрощ.: 室韦; кит. трад.: 室韋; піньїнь: shìwéi) — у VI-XII століттях загальна назва стародавніх монгольських і «Великих Шивей» тунгуських кочових і напівкочових племен, що проживали на території східної Монголії, частини Внутрішньої Монголії й північної Маньчжурії (до Охотського моря). На підставі тюркських написів шивей найчастіше ототожнюють із союзами токуз-татарів і отуз-татарів, що могло означати союзи 9 й 30 племен. Китайські літописці вважали їх одноплемінниками киданів, які жили на півночі.
До складу шивей входили племена різної етнічної та мовної приналежності (стародавні монголи, тунгусо-маньчжури, евенки, можливо навіть палеоазійці), а також різних культурно-господарських типів — мисливці, риболови та скотарі, які вели напівосілий і напівкочовий спосіб життя.
Шивей проживали за 1000 лі на північ від Мохе, за 6000 лі від Лояна.